# Craspedosis cyanodes
Craspedosis cyanodes là một loài bướm đêm trong họ Geometridae.